# Croix de carrefour de Châtillon-sur-Saône
La croix de carrefour de Châtillon-sur-Saône est une croix monumentale située à Châtillon-sur-Saône, dans le département des Vosges, en France.

## Description
La croix est en pierre. Elle est composée d'un piédestal de maçonnerie en forme de reposoir, sur lequel repose une colonne à chapiteau ionique au sommet de laquelle est une croix à bras égaux sculptée.
L'inscription du piédestal dit :

« À la dévotion de Monsieur GARNIER, prêtre de ce lieu. 1809. O CRUX AVE »

Elle comporte plusieurs sculptures au niveau de la croix sommitale :
- à gauche du Christ, saint Nicolas et à droite saint Sulpice[n 2] avec une crosse d'évêque ;
- autour du Christ, aux extrémités des branches de la croix, sont les symboles des quatre Évangélistes avec leurs initiales ;
- au revers, une Vierge de Piété entre saint Jean et sainte Madeleine ;
- autour de la Vierge, aux extrémités des branches de la croix, sont quatre anges portant les instruments de la Passion.

## Localisation
La croix est située en haut du village,, à la sortie de Châtillon-sur-Saône vers Fresnes-sur-Apance et Bourbonne-les-Bains, au carrefour de la Grande Rue et la route d'Enfonvelle.
La commune de Châtillon-sur-Saône comporte plusieurs autres croix monumentales :
- la croix Bacchanée, sur le chemin qui mène aux vignes, calvaire élevé en 1946 en remplacement d'un autre plus ancien dont il ne reste que le socle ;
- la croix de Potot ou croix des Vignes ;
- la croix Saint-Sulpice, au bord de la route de Lironcourt ;
- la croix sur la route de Jonvelle, qui a été souvent déménagée.

## Histoire
La croix date du XVIIe siècle.
Elle a été classée monument historique par arrêté du arrêté du 14 juin 1909.